# Corbel (carattere)
Corbel è un carattere di tipo realist sans-serif creato da Jeremy Tankard per Microsoft e disponibile dal 2005. Fa parte dei nuovi caratteri disponibili in Microsoft Windows Vista.